# Culicoides vagus
Culicoides vagus är en tvåvingeart som beskrevs av Cornet och Chateau 1971. Culicoides vagus ingår i släktet Culicoides och familjen svidknott. Inga underarter finns listade i Catalogue of Life.